# Csongor (település)
Csongor (ukránul: Чомонин [Csomonin], oroszul: Чомонин [Csomonyin]) falu Ukrajnában, Kárpátalján, az Ungvári járásban.

## Földrajz

### Fekvése

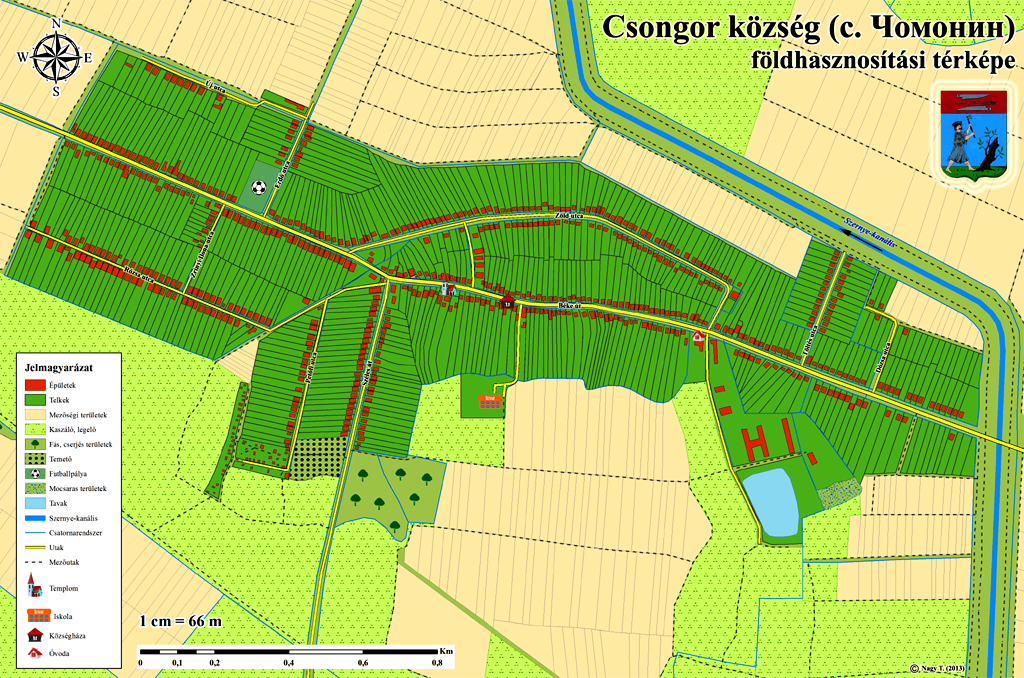
Csongor község térképe

A jelenleg több mint 2300 lelket számláló, szinte teljes egészében magyarok lakta település a Csap-Nagydobrony-Munkács útvonal mentén terül el, a Szernye-kanális partján. A község 23 kilométerre fekszik Munkácstól, Dobrony ide 5, Csap 18 kilométer. A legközelebbi vasútállomás Szernyén – a település négy kilométernyi távolságra van innét – illetve Barkaszón (ide öt kilométer) található.

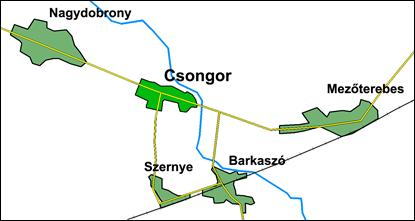
Csongor község a környező településekkel

A település a következő földrajzi koordináták között fekszik: északon é. sz. 48°24’12’’, k. h. 22°27’28’’, délen é. sz. 48°23’46’’, k. h. 22°27’28’’, keleten é. sz. 48°23’54’’, k. h. 22°27’28’’, nyugaton é. sz. 48°24’12’’, k. h. 22°27’28’’.
Az átlagos tengerszint feletti magasság 103 m. A település az UTC+1 (MEZ) időzónában helyezkedik el.
A községgel 4 település határos közvetlenül: keletről Mezőterebes (Sztrabicsovo), délkeletről Barkaszó, délről Szernye, északnyugatról Nagydobrony. Északról természetes határt képez a Nagydobronyi erdő.

### Domborzat

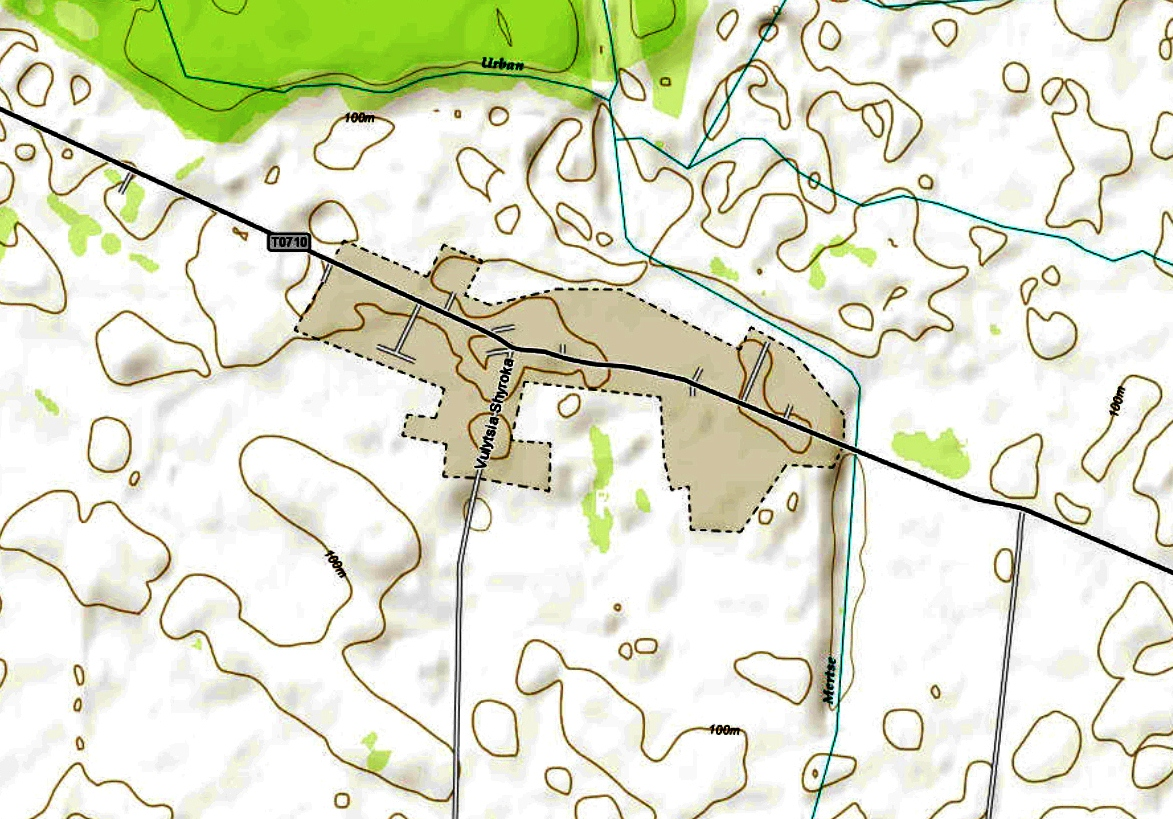
Csongor község szintvonalas térképe

Csongor község a Kárpátaljai-alföldön, a Csap–munkácsi-medencében helyezkedik el, kréta-paleogén aljzaton.
A paleogén képződményekhez diabáz, agyag, meszes agyag és aleurolit tartozik. A felszínre került spórák és pollenek alapján alsó-középső paleogén állapítható meg. A paleogén képződményekhez szög- és eróziós diszkordanciával kapcsolódnak a neogén fedő üledékek
Domborzatát tekintve a település teljes egészében sík vidéknek felel meg. Semmilyen jelentősebb kiemelkedő domborzati elem nem található. A felszín átlagos tengerszint feletti magassága 103 m. A legalacsonyabb érték 101 m a falu délnyugati határánál, a legmagasabb pedig 106 m a központban. A relatív relief értéke mindössze 5 m. Mezőterebestől és Barkaszótól alacsonyabban fekszik a község, mintegy 2-3 méterrel, Szernyével körülbelül azonos szinten, míg Nagydobronytól 3 méterrel magasabban van a tengerszint fölött.

### Éghajlat
Az éghajlati viszonyokat tekintve Csongor község megfelel a kárpátaljai síkvidék éghajlati adottságainak. Ezt figyelembe véve elmondhatjuk, hogy a község a nedves kontinentális éghajlattípushoz tartozik. Jellemző egész év folyamán a mérsékelt övi tengeri, valamint a mérsékelt övi szárazföldi légtömegek váltakozása. Télen időnként – a Kárpátok védőhatása ellenére – betörnek ide a sarkvidéki légtömegek, hideg, száraz időjárást eredményezve. Nyáron viszont előfordul, hogy a trópusi szárazföldi légtömegek érik el a térséget, forró, száraz időjárást alakítva ki.
A nappalok hossza a nyári napforduló idején 16 óra 5 perc, a téli napfordulókor pedig megfelelően 8 óra 15 perc. A napsütéses órák száma 2025 óra/év, ami a maximális lehetséges 4453 órának a 45%-át teszi ki (relatív napfénytartam). A relatív napfénytartam maximuma augusztusra, minimuma decemberre esik.
A felszínt érintő teljes napenergia mennyiség (globálsugárzás) évi átlagos értéke 4370 MJ/m². Ennek alig több mint a fele (50,4%-a) közvetlen sugárzás, a fennmaradó része pedig a felhőzeten és a légkörön szóródva éri el a felszínt. A legkevesebb napenergia decemberben (mindössze 67 MJ/m²), a maximum pedig (633 MJ/m²) júliusban érkezik.
Az évi középhőmérséklet sokéves átlaga 10 °C körüli. A leghidegebb hónap a január, középhőmérséklete -2 és -3 °C közötti, a legmelegebb a július, 20-21 °C.
A globális felmelegedés rendje itt is érvényesül sőt, az utóbbi évtizedek hőmérséklet-emelkedésének a mértéke meghaladja a földi átlagot. Az utóbbi 20 év átlaghőmérséklete 0,7 °C-al haladta meg az elmúlt 30 évét, miközben globális léptékben az azonos időszakokra vonatkozó különbség kevesebb, mint 0,4 °C volt.
A mezőgazdasági termelés szempontjából nagy jelentősége van a vegetációs időszak, az 5 °C-ot meghaladó napi középhőmérsékletű időszak hosszának. Ez az időszak március közepétől november közepéig tart, és hossza meghaladja a 240 napot.
A vegetációs időszak alatt a növények számára rendelkezésre álló hőmennyiséget az effektív hőösszeg (az 5 °C fölötti napi átlaghőmérsékletű napok középhőmérsékleteinek összege) jellemzi. Ennek értéke 3500 °C körül van. A melegkedvelő növények termesztése szempontjából még fontosabb az aktív hőösszeg értéke, ami a 10 °C fölötti napi átlaghőmérsékletű napok középhőmérsékleteinek az összegével egyenlő. Az aktív hőösszeg átlagos értéke 3200 °C. Mezőgazdasági szempontból nem mellékes a késő tavaszi és a kora őszi fagyok előfordulása sem. Az utolsó tavaszi fagyok átlagos időpontja április közepére esik, de ez széles intervallumban, március 15-től május 20-ig ingadozhat.
Az első őszi fagyok a sokévi átlagban október közepén köszöntenek be, ám az egyes években ez bekövetkezhet szeptember 18-tól, de akár november 23-ig is kitolódhat. A fagymentes időszak átlagosan körülbelül 180 napig tart.
A levegő páratartalma, elsősorban a sok csapadéknak köszönhetően, elég magas. A viszonylagos páratartalom (ami a levegő vízpárával való telítettségét adja meg adott hőmérsékleten százalékban) évi átlagértékei 72-74% körüliek. A viszonylagos páratartalom évi járását téli maximum és tavaszi minimum jellemzi.
A felhőborítottság évi átlagban 55% körüli, de ez az augusztus-októberi időszakban 35% közelébe csökken, míg a decemberi maximum idején 60-70%-ig emelkedik. A ködös napok számát tekintve évente átlagosan 19 nap borítja be a tájat szürke lepel. A ködös napok közel 90%-a a téli félévre esik.
A csapadék átlagos évi összege 650–700 mm. A csapadék évi járása a Kárpát-medencei típusnak megfelelő: a nedves kontinentális éghajlatra jellemző enyhe nyári maximumot a mediterrán hatás itt tovább tompítja. A legcsapadékosabb hónap a június. Az év legkevésbé csapadékos időszaka pedig a tél végére, illetve a tavasz elejére esik.
A hótakaró nem tartós, egy átlagos tél folyamán többször is elolvad és újraképződik. A hótakarós napok száma évi átlagban 50 körül van, ám jelentős ingadozások figyelhetők meg. Előfordulnak telek, amikor 10 napig sem borítja hó a felszínt, máskor több mint 80 napig borítja fehér lepel a tájat.
A szélviszonyok a többi időjárási elemhez hasonlóan változatosak. A szélsebesség értékei alacsonyak, évi átlagban 1,2-2,4 m/s (4,3-8,6 km/h) közé esnek.

### Vízrajz

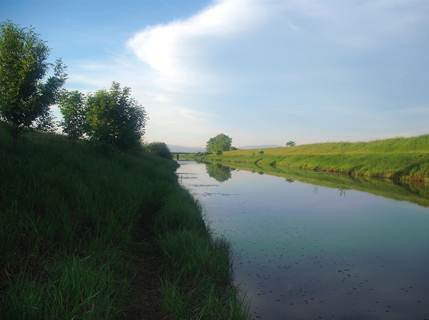
A Szernye-kanális Csongor község határában

A XIX. századi nagy folyószabályozásokat követően a táj egészen új arculatot kapott. Az eddig folyamatos áradásoknak kitett területek szárazon maradtak, a sűrű patakhálózatok vizeit összegyűjtötték nagyobb csatornákba.
Ennek eredményeképpen Csongor község keleti, északkeleti határán átszeli a folyószabályozások által kialakított Szernye-kanális.

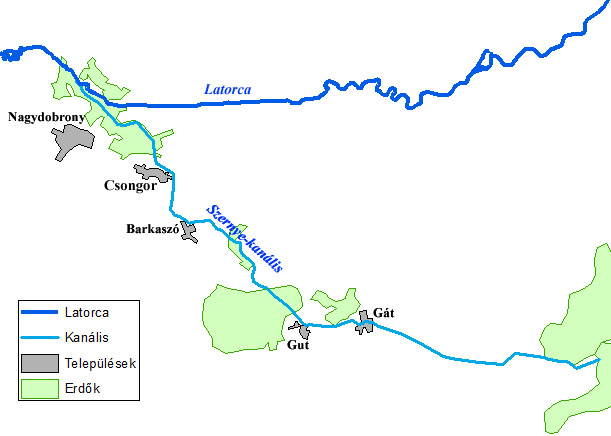
A Szernye-kanális elhelyezkedése

A kanális az egykori Szernye-mocsár területén veszi kezdetét. Gát községen Mérce-kanális néven halad át, majd a Guti erdőben Fekete-kanális néven folytatódik. Az erdőből kiérve Barkaszótól Csongoron át Szernye kanálisként folytatja útját, végül Nagydobrony határánál torkollik a Latorcába. Csongoron a kanális alsó szakasza található, melyből következik, hogy ezen a részen a kanális aljzata iszapos, a folyás pedig egészen lassú. A kanális átlagosan 20 m széles, mélysége a közepénél 1,5-2,5 m között váltakozik. A vízfelszínt nyáron nagymértékben borítják vízi növények.
2001 márciusában Kárpátalján 255 települést ért árvíz, ennek következtében 9 ember hunyt el és közel 14 ezer embert kellett kitelepíteni az árvíz súlytotta területekről. Csongorra ekkor nem tört be az árvíz. A körülbelül 6 m magas töltések megvédték a falut, ám a településen kívüli, mezőségi területeket teljesen elárasztotta a Latorca vize.

### Talajtakaró

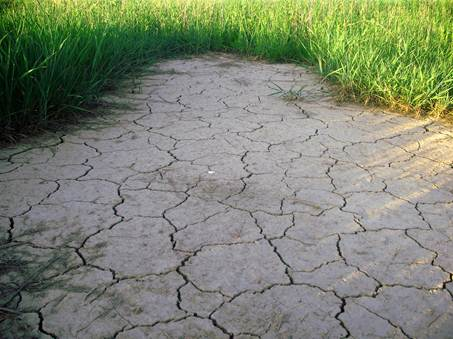
Kiszáradt talaj Csongor község mezein

Csongor község területére a podzolos réti barnaföld jellemző. A talajképző kőzet többnyire a folyók egykori öntésterületén lerakódott hordalék, amelynek mechanikai összetétele ennek következtében egynemű, többnyire agyagos vályog vagy agyag. A talajfolyamatokat az időszakosan kialakuló felszín közeli túlnedvesedés is jelentősen befolyásolja, innen a réti kifejezés a talaj megnevezésében.

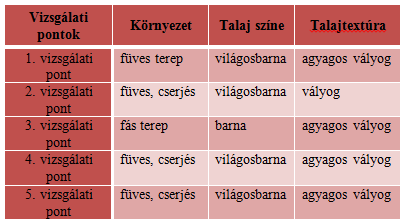
A felső talajréteg-textúrák Csongor település különböző pontjain

A podzolos réti barnaföldek nehezen művelhető talajok (a humuszrétegük vékony, mindössze 15–18 cm).  Elsősorban fizikai tulajdonságaikat kell javítani. A kedvező levegőzöttség mély lazítással, valamint a kiszáradást követően a talaj felszínén kialakuló kéreg elmunkálásával érhető el. Ezekre a talajokra négyévenként mintegy 40-50 t/ha szerves trágya kijuttatása feltétlenül szükséges. A szerves trágyát ősszel ajánlatos a talajba bedolgozni, de nem mélyre, mert a rossz levegőzöttség miatt gyenge lesz a szerves anyag mineralizációja. Mivel e talajok kémhatása savanyú vagy nagyon savanyú, a meszezés, mint talajjavító eljárás kulcsfontosságú az optimális talaj hasznosítás szempontjából.
A podzolos réti barnaföldek jó potenciális termőképességgel rendelkező talajok. Nagyon jól megterem rajtuk az őszi búza, kukorica, zab, napraforgó, különféle zöldség, gyümölcs, szőlő.
A talaj fizikai vizsgálatának egyik legegyszerűbb módja a talajtextúra meghatározása. Ezt az úgynevezett gyúró próbával végezhetjük el. A gyúró próba során egy kevés talajt veszünk a tenyerünkbe és összegyúrjuk, majd a mutató- és hüvelykujjunkkal összedörzsöljük, megállapítva a talaj textúráját. A vályogtalaj 4-6, a könnyű agyagtalaj 2, a kötött agyagtalaj pedig 1 mm-es fonállá sodorható

### Növényzet
Csongor község természetes növényzete megfelel a kárpátaljai síkvidéki planár régió növényvilágának.

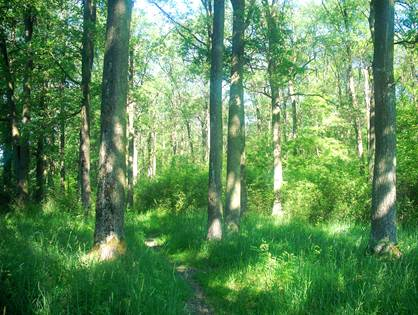
Tölgyfák a Csongor határában lévő erdőben

A növénytakaró kialakulásának kezdete a pleisztocénra tehető, amikor is az éghajlati viszonyok a hideg sztyepp, majd később az erdős tundra és tajga kialakulásának kedveztek.
Az erdőviszonyokat tekintve elmondhatjuk, hogy a község határánál húzódik a Nagydobronyi erdő, melynek a Csongorra eső részét gyakran Kis erdőnek nevezik. Az erdő gyertyános tölgyes (Circaeo-Carpinetum), melynek állományalkotó fafaja a felső lombkoronaszintben a kocsányos tölgy (Quercus robur), az alsóban a közönséges gyertyán (Carpinus betulus). Gyepszintjében lomberdei fajok találhatóak. Az erdő jellegzetessége továbbá a számos kárpáti flóraelem, köztük az ikrás fogasír (Dentaria glandulosa) és a kárpáti sáfrány (Crocus heuffelianus). Néhol a tölgyhöz hárs is elegyedik.
Az erdőben számos gombafaj található: vörös érdestinóru (Leccinum aurantiacum), piruló őzlábgomba (Chlorophyllum rhacodes), légyölő galóca (Amanita muscaria), piros galambgomba (Russula rosacea), kenyérgomba (Lactarius volemus), stb.

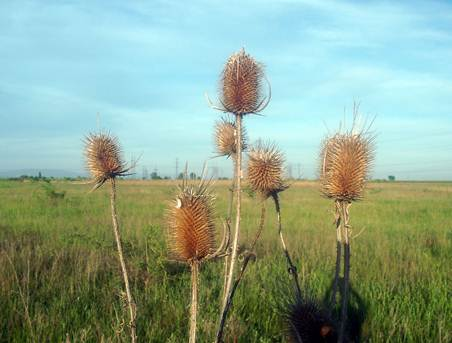
Héjakút mácsonya (Dipsacus laciniatus) Csongor község rétjein

A réti területeken a következő növényfajokkal találkozhatunk: ürömlevelű parlagfű (Ambrosia artemisiifolia), réti sás (Carex distans L.), réti legyezőfű (Filipendula ulmaria), fehér lóhere (Trifolium repens), mezei komócsin (Phleum pratense), mezei katáng (Cichorium intybus), angol perje (Lolium perenne), csomós ebír (Dactylis glomerata), réti csenkesz (Festuca pratensis), héjakút mácsonya (Dipsacus laciniatus), stb.
A Szernye-kanális vízi növényei közül említésre méltó a mocsári nőszirom (Iris pseudoacorus), vízi menta (Mentha aquatica), tavirózsa (Nuphar), nagylevelű moszatpáfrány (Azolla caroliniana), sulyom (Trapa natans), nyílfű (Sagittaria sagittifolia), füzéres süllőhínár (Myriophyllum spicatum), mocsári gólyahír (Caltha palustris), békaszittyó (Juncus effusus), keskenylevelű gyékény (Typha angustifolia).

### Állatvilág
Csongor község faunájáról elmondhatjuk, hogy a sokrétű földrajzi, klimatikus feltételek és növényvilág miatt rendkívül változatos. A kárpátaljai viszonyokat tekintve itt a pusztára jellemző fajok vannak fölényben. Kivétel ez alól a község határában lévő erdő, ahol az erdőlakó állatfajok dominálnak.

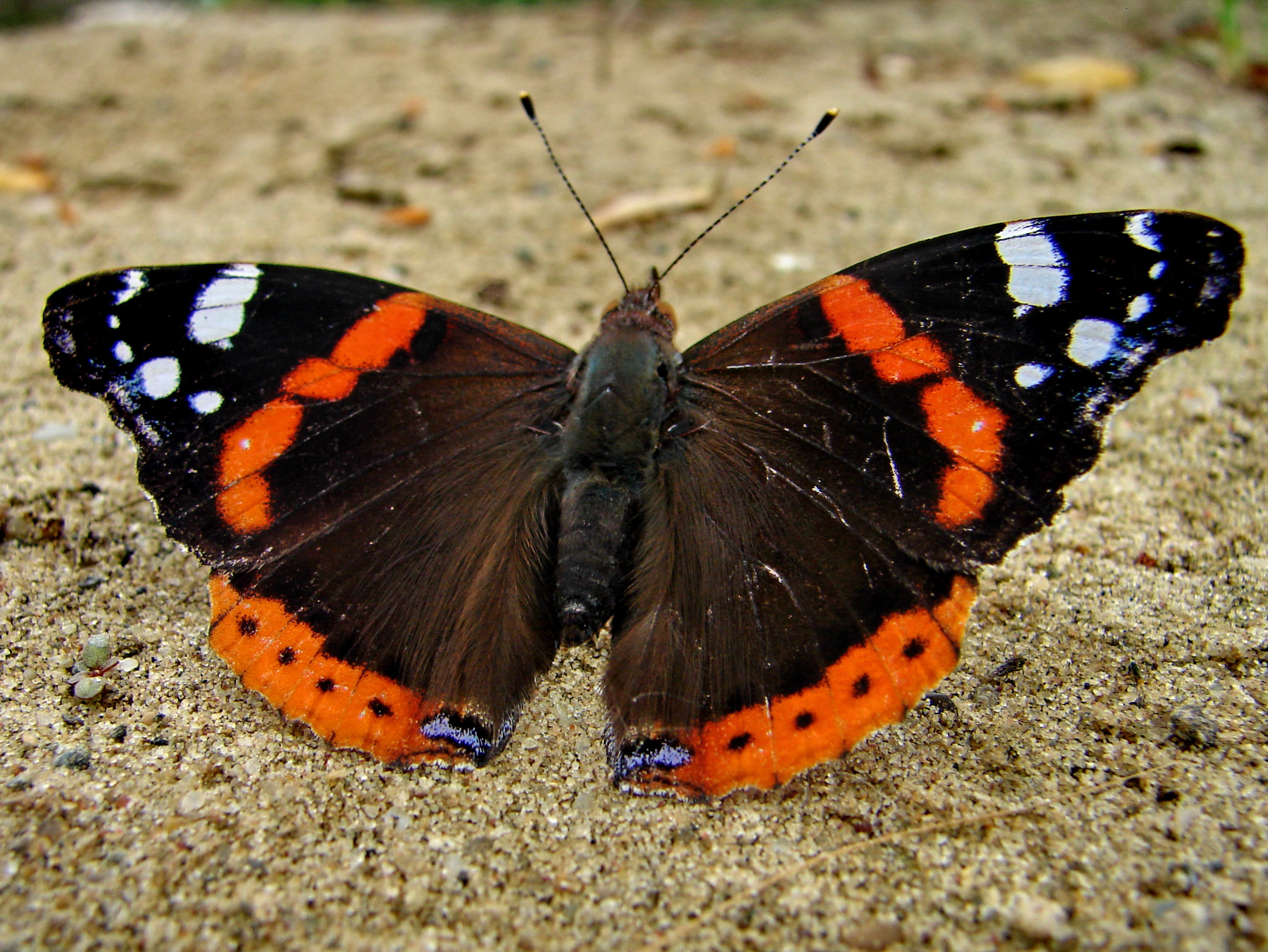
Atalanta-lepke

A rovarfélék közül különösen a pillangók szépek és említésre méltóak, mint például az Atalanta-lepke vagy más néven az admirálislepke (Vanessa atalanta), a nappali pávaszem (Aglais io), a gyászlepke (Nymphalis antiopa), a bogáncslepke (Cynthia carduis). Megtalálható itt a fecskefarkú lepke (Papilio machaon), és a kis pávaszem (Satumia pavonia), amelyek Ukrajna-szerte védettséget élveznek. A bogarak közül említésre méltó a remetebogár (Osmoderma eremita), a nagy szarvasbogár (Lucanus cervus), de gyakorta találkozni a nagy szentjánosbogárral (Lampyris noctiluca) és a kék nünükével (Meloe violaceus) is.
A puhatestűek közül meg kell említenünk az éticsigát (Helix pomatia), a nagy meztelencsigát (Limax maximus), valamit a Szernye-kanálisban a tompa folyamkagylót (Unio crassus).
A kanális halfajai közül legjellemzőbb a széles kárász (Carassius carassius), vörösszárnyú keszeg (Scardinius erythrophthalmus), törpeharcsa (Ictalurus nebulosus) és a csuka (Esox lucius).
Kétéltűek közül megtalálható a tarajos gőte (Triturus cristatus) és a pettyes gőte (Triturus vulgáris). A farkatlan kétéltűek közül megemlíthető a barna varangy (Bufo bufo), zöld varangy (Bufo viridis), zöld levelibéka (Hyla arborea), erdei béka (Rana dalmatina), és a gyepi béka (Rana temporaria).
A hüllők közül előfordul errefelé a vízisikló (Natrix natrix), erdei sikló (Elaphe longissimus), fürge gyík (Lacerta agilis), elevenszülő gyík (Lacerta vivipara), valamint a mocsári teknős (Emys orbicularis).
Ami a madarakat illeti, említésre méltó a fehér gólya (Ciconia ciconia), fürj (Coturnix coturnix), fácán (Phasianus colchicus), fogoly (Perdix perdix), erdei fülesbagoly (Asio otus), macskabagoly (Strix aluco). Előfordulnak errefelé olyan Európa-szerte jól ismert fajok is, mint például a csóka (Colaeus monedula), szarka (Pica pica), szajkó (Garrulus glandarius), seregély (Stumus vulgáris), házi veréb (Passer domesticus), zöldike (Carduelis chloris), tengelice (Carduelis carduelis), kék galamb (Columba oenas), balkáni gerle (Sterptopelia decaocto), kakukk (Cuculus canorus); a fák élősködőit kutató nagy fakopáncs (Dendrocopus major) és a kis fakopáncs (Dendrocopus minor), továbbá a fülbemászó dallamokat éneklő mezei pacsirta (Alauda arvensis); a rengeteg rovart elpusztító széncinege (Parus major), kék cinege (Parus caeruleus), füsti fecske (Hirundo rustica), és a barázdabillegető (Motacilla alba).
Mivel a község mezőgazdasági terület, így nagy számban előfordulnak rágcsáló és rovarevő fajok. Az egyik legjellegzetesebb faj a közönséges vakond (Talpa europaea), és a rőt koraidenevér (Nyctalus noctula). A ragadozó emlősök, akárcsak a ragadozó madarak, a növényevők populációinak egyedszámát befolyásolják. Csongor községében élő ilyen faj a menyét (Mustela nivalis). A rágcsálók közül gyakori az erdőben élő európai mókus (Sciurus vulgáris), törpeegér (Micromys minutus), erdei egér (Apodemus sylvaticus), vándorpatkány (Rattus norvegicus), mezei hörcsög (Cricetus cricetus), mezei pocok (Microtus arvalis). A mezőkön és réteken előfordul még a mezei nyúl (Lepus europaeus) is.

## Nevének eredete
Neve a Coma szláv személynévből ered, mely helynévképzővel Comina alakra változott, ebből lett a magyar Csomonya. A helység neve évszázadokon át Csomonya volt. Az 1898-as évi negyedik törvénycikk alapján végzett országos helynévrendezés során változtatták Csongorra.

## Története

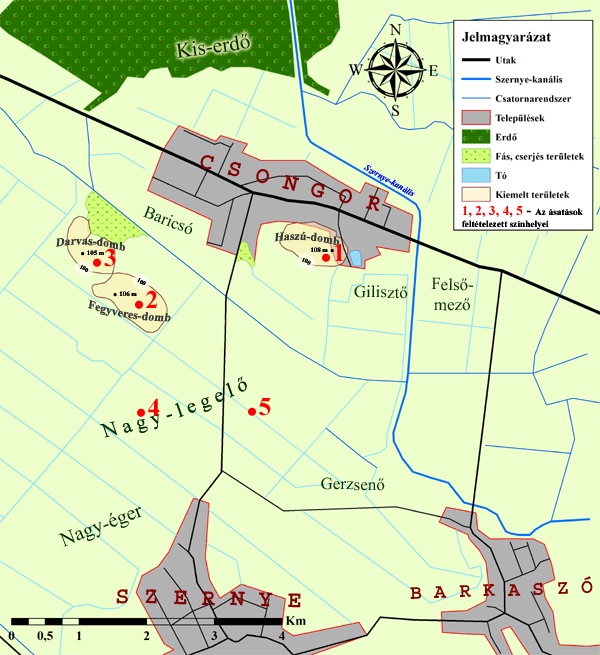
A bronzkori ásatások feltételezett színhelyei

A falu határában ősi temetkezési helyek, kurgánok találhatóak, ezek a késői bronz-, illetve a korai vaskorszakból származnak.
1387-ben „Chomonia” néven említik először. A települést hajdan őserdők és a Szernye, valamint a Latorca folyóból kiáradt mocsarak környezték. A krónikák tanúsága szerint a 15. században Korjatovics Tódor podóliai herceg tulajdonát képezte, akit a Kerepecz családdal való birtoklási viszály során a leleszi prépostság Zsigmond király parancsára törvény elé idéztetett. A pernek az lett az eredménye, hogy az orosz herceg elveszítette csomonyai birtokát, amely Pálóczy Mátyás, Imre és György tulajdonába került.
1427-ben már Brankovics György, 1440-ben pedig a dobóruszkai Dobók tulajdona. Pálóczy Simon 1456-ban elkobzás útján veszítette el birtokát, Antal pedig csomonyai és ignéci birtokait Dobó Ferencnek ajánlotta arra az esetre, ha utód nélkül hal meg, ami be is következett.
Később Lorántfy Mihálynéra, leányával pedig Rákóczy Györgyre szállt át a község.
Csomonya község, melyet az 1566-ban itt átvonult tatárok a lakosság nagy részével csaknem teljesen elpusztítottak, 1567-ben hét és fél portából állt. 1638-ra viszont már teljesen újjáépült és benépesült.
Ezekben az időkben határkérdés miatt folyamatos volt a viszály a nagydobronyi községgel. A csomonyai Eördög András és a nagydobronyi Huszár Balázs ispánok egy ízben a Pohár-patakot tűzték ki határnak. Az is kiderül, hogy Dobó Ferenc idejében Csomonya és Nagylucska között a Lőrentin-patak képezte a határt. A peres erdőt Csomonya és Nagydobrony közösen használta, valamint a két falu között a Szernyébe folyó Bekény-, Mertice- és Szomoru-patak képezte a határt.

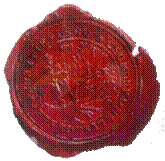
Csomonya község 1844-es címeres pecsétje

Csomonya, mint egyházközösség a Liber Ecclessiae szerint 1619-ben már Nagydobrony filiálisa. 1624-ben anyaegyházzá alakul, és Héthy János a prédikátora. 1676-ban gimesi gr. Forgách András birtokában találjuk a falut. Az ellenreformáció idején visszahanyatlott filiálissá, és csak 1760 után lett ismét máterré. 1781-ben Esterházy herceg, Lónyay Rózner, gr. Haller és a Hadar család is közbirtokos Csomonyán. Később csatlakoznak hozzájuk gr. Schönborn László, gr. Degenfeld Róth, Csákány György, Nagy Sándor, Makkai András, valamint a Szanyi, Sas és Tamási családok. A többi egyéb nevű lakosok más községekből települtek be. 1787-től az Ung-felsőzempléni egyházmegye része. 
A 18. század végén Vályi András így ír róla: „CSOMONYA. Magyar falu Bereg Vármegyében, birtokosai külömbféle Urak, lakosai reformátusok, fekszik a’ Kaszonyi járásban, Nagy Dobrony, és Szernyéhez fél órányira, határja termékeny, ’s kevés trágyázással mind őszi, mind tavaszi búzát hoz, földgyei könnyű mivelésűek, réttyei is elegendők, ’s marhaiknak jó szénát terem, mind a’ kétféle fájok, és legelőjök elég, szilvássa jó, fa szerszámokat is szoktak készíteni némellyek, halászattya is van, piatza Munkátson két, és 1/4. órányira, a’ hol vagyonnyaikat eladhattyák, de mivel néha a’ víz járja, a’ második Osztályba tétettetett.”
A község iskolájáról 1805 óta tudunk, tanítási nyelve kezdettől fogva a magyar. Tanítók voltak: 1825-től Kassai Károly, Diószeghy Ferenc, 1833-tól Kovács István, Kovács Endre.
A György család egy része, a Sas, Tamási és a beköltözött Sándor család egy része még 1848 előtt kiváltották magukat földesuraiktól, és közbirtokosok lettek.1850-től az Ungi Egyházmegyéhez tartozik. A református egyház megalakulását és történeti adatait bizonyító okmányok 1851-ben elégtek, de ami biztos, hogy a vidéken a Korjatovics által betelepített lakosság eredetileg görögkeleti vallású volt, akik a vallásújítást megelőző évtizedekben ezen a vidéken tevékenykedő szerzetesek fáradozásai folytán a római katolikus hitre tértek át. A térségben sokat munkálkodott Kálmáncsehi Sánta Márton. Az ő érdeme, hogy a környék római katolikus lakossága, köztük a csongoriak is, tömegesen tértek át a helvét hitvallásra.
Fényes Elek 1851-ben kiadott geográfiai szótárában így ír a faluról: „Csomonya, magyar falu, Beregh vgyében, ut. p. Munkácshoz délnyugotra 2 1/2 mfd. 10 g. kath., 278 ref., 5 zsidó lak. Ref. templom. Határa, melly rónán fekszik, sok javakban részesült. Igy földei könnyű mivelésüek s termékenyek; szénája sok és jó; erdeje szép, ugy hogy lakosai faeszközöket is csinálnak; szilvása, halászatja van; de néha a Latorcza és Szernye vizei rongálják. F. u. többen.”
Iskolája a XIX. század végétől, elemi iskolaként működik, 1903-tól Ajtay Sándor a tanítója. A történelem folyamán a község lakosai mind magyarok voltak. 1881-ben a községnek 168 háza, 1061 lakosa és 2346 hold területe volt. A falu erdőségek közötti tisztásra épült, a Latorca-folyó közelében, melynek vize áradás idején a határ nagy részét elöntötte, és egészen a házak alá is benyomult.

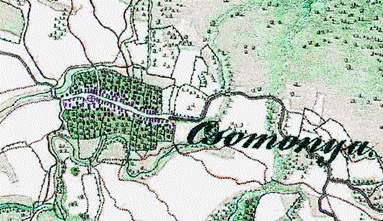
Csomonya község térképe a II. katonai felmérés alapján (1869)

Csongor lakossága vérzett az első világháború galíciai frontján, és túlélte. A trianoni békéig Magyarországhoz tartozott. Az első világháborút követően a községet a mesterségesen létrehozott Csehszlovákiához csatolták, 1923-ig Bereg vármegye Mezőkaszonyi járáshoz tartozott, majd a Mezőkaszonyi járás megszűnésekor átkerült a Munkácsi járáshoz. Iskolája az 1920-as évektől általános iskolaként működik, 1937-től Majoros Géza a tanítója. A település 1938-tól ismét Magyarországhoz tartozott 1944 őszéig, amikor a szovjet csapatok megszállták. 1944 őszén a sztálinisták 300 férfit hurcoltak el a lágerekbe, közülük 101-en odahaltak. A második világháborúban elesett csongori férfiak száma 29. Nyögte a világháború átkát, mint a Magyar Királyság része, kiheverte a sztálini lágerekbe hurcolt férfiak elvesztését. Kemény, dolgos, emberek lakják. A község az utolsó magyar falu a nyelvhatáron Munkács irányában. 1945-ig a normál iskolával párhuzamosan az egyházi iskola is funkcionált.
1945-ben az Ukrán Szovjet Szocialista Köztársaság, s ezzel együtt a Szovjetunió részévé vált. A szovjet éra évtizedeiben a település földművesei a szernyei és barkaszói sorstársaikkal közösen a helyi Kirov Kolhozban dolgoztak. Emellett igen sokan naponta ingáztak a lakóhelyük és a Munkácson, illetve Ungváron levő munkahelyük között. Az itteniek főként építő- és különböző iparvállalatoknál helyezkedtek el. Negyedszázaddal ezelőtt hajnalonként 10 munkásbusz szállította a járási, illetve a megyei központba a helyi munkaerőt.
1991 óta a független Ukrajna része. Az ekkor kialakuló mély gazdasági válság során a csongoriak többsége elveszítette városi munkahelyét. A gazdasági káosz mellékhatásaiból azonban a község már kilábalni látszik.
Jelenlegi általános iskolájába több mint 300 tanuló jár. Az új, háromszintes iskola megnyitására 2007. január 15-én került sor. Jelenleg az oktatás magyar nyelven folyik. Az iskola bázisán jelenleg is folyik a hittan oktatás, melyet a helyi református egyházközösség patronál.

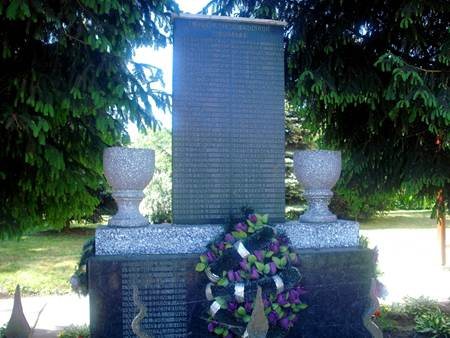
A sztálinizmus helyi áldozatainak emlékműve

A faluközösség a templomkertben emlékművet állított a második világháború és a sztálinizmus helyi áldozatainak.

## Népesség

### Lakosságszám
- 1910-ben 1495 fő
- 1940-ben 1907 fő
- 1944-ben 1906 fő
- 1969-ben 2888 fő
- 1982-ben 2155 fő

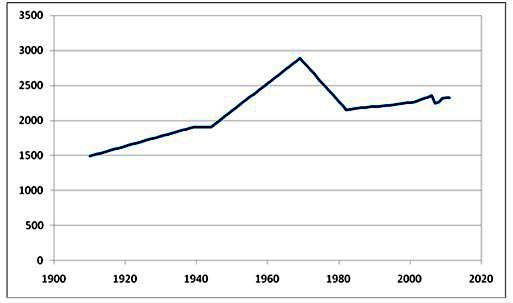
Csongor népességszám változása

- 1989-ben 2200 fő, ebből magyar 2160
- 1991-ben 2200 fő, ebből magyar 2170
- 2001-ben 2264 fő
- 2006-ban 2356 fő
- 2007-ben 2244 fő
- 2008-ban 2264 fő
- 2009-ben 2317 fő
- 2010-ben 2324 fő
- 2011-ben pedig 2323 fő

### Természetes szaporulat

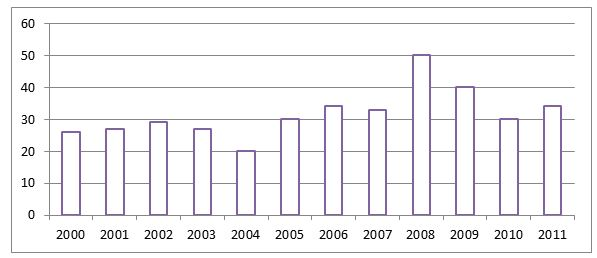
Születés szám változása Csongoron 2000-2011 között (fő)

A születések száma: 2000-ben 26 fő, 2001-ben 27 fő, 2002-ben 29 fő, 2003-ban 27 fő, 2004-ben 20 fő, 2005-ben 30 fő, 2006-ban 34 fő, 2007-ben 33 fő, 2008-ban 50 fő, 2009-ben 40 fő, 2010-ben 30 fő, 2011 (novemberéig) 34 fő.
Születési ráta: 2001–11,92 ‰, 2002–12,55 ‰, 2003–11,68 ‰, 2004–8,65 ‰, 2005–12,98 ‰, 2006–14,43 ‰, 2007–14,70 ‰, 2008–22,08 ‰, 2009–17,26 ‰, 2010–12,90 ‰, 2011–14,63 ‰.

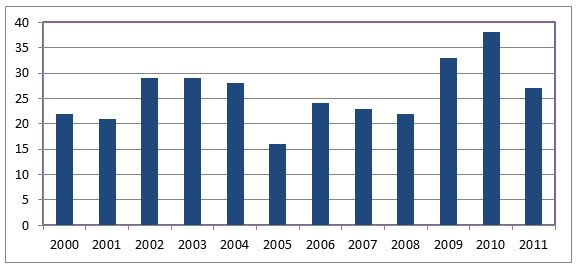
Halálozás szám változása Csongoron 2000-2011 között (fő)

A halálozási szám változása 2000-től 2011-ig a következő: 2000-ben 22 fő, 2001-ben 21 fő, 2002-ben 29 fő, 2003-ban 29 fő, 2004-ben 28 fő, 2005-ben 16 fő, 2006-ban 24 fő, 2007-ben 23 fő, 2008-ban 22 fő, 2009-ben 33 fő, 2010-ben 38 fő, 2011 (novemberéig) 27 fő.
Halálozási ráta: 2001–9,27 ‰, 2002–12,55 ‰, 2003–12,55 ‰, 2004–12,12 ‰, 2005–6,92 ‰, 2006–10,18 ‰, 2007–10,24 ‰, 2008–9,71 ‰, 2009–14,24 ‰, 2010–16,35 ‰, 2011–11,62 ‰.

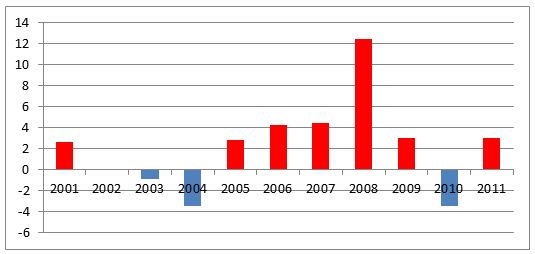
Csongor természetes szaporulata 2001-2011 között (‰)

Természetes szaporulat: 2001–2,65 ‰, 2002–0 ‰, 2003–(-0,87) ‰, 2004–(-3,47) ‰, 2005–2,8 ‰, 2006–4,25 ‰; 2007–4,46 ‰, 2008–12,37 ‰, 2009–3,02 ‰, 2010–(-3,45) ‰, 2011–3,01 ‰.

### Nem- és korösszetétel

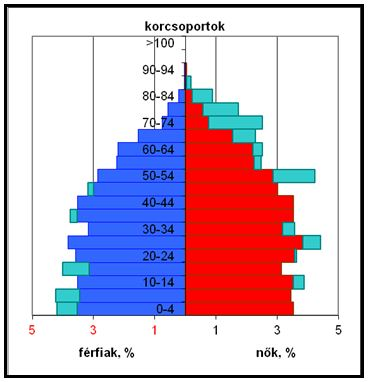
Csongor korösszetétele (a csongori rendelő adatai, 2011)

A településen a nemek szerinti eloszlás a következő:
- 30 évig: 549 (férfi), 493 (nő) = 1042 fő
- 30-39 éves: 171 (férfi), 168 (nő) = 339 fő
- 40-49 éves: 146 (férfi), 156 (nő) = 302 fő
- 50-59 éves: 125 (férfi), 142 (nő) = 267 fő
- 60-69 éves: 81 (férfi), 131 (nő) = 212 fő
- 70-79 éves: 46 (férfi), 73 (nő) = 119 fő
- 80 évestől idősebbek: 9 (férfi), 33 (nő) = 42 fő

### Nemzetiségi megoszlás
A lakosság nemzetiségi megoszlása a következő: 95% magyar, 5% egyéb, zömében cigány nemzetiségű

### Migráció
A községben leginkább a migráció egyik típusa, az ingázás figyelhető meg. Ez leginkább tanulmányi okok vagy munkavállalás miatt következik be.

### Felekezeti megoszlás

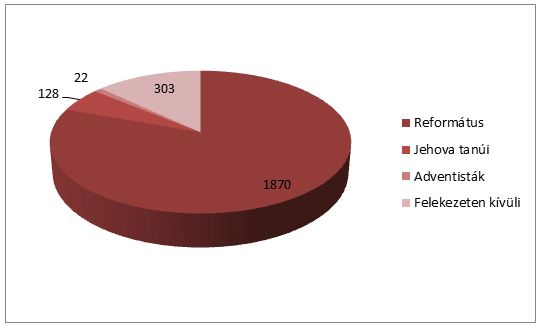
Csongor vallási megoszlása

Csongor református többségű község. Reformátushívők száma: 1870 fő, Jehova- tanúinak száma: 128 fő, adventisták 22 fő, a lakosság többi része nem tartozik egyik felekezethez sem

### Nyelvhasználati sajátosságok
A községben minden szolgáltatás elérhető ukrán nyelven is, ám zömében magyarul beszélnek az emberek és a szolgáltatásokat is ezen a nyelven veszik igénybe.
A népesség anyanyelv szerinti megoszlása a teljes népesség %-ában (2001)
Csongoron a magyar nyelv tájszólásai figyelhetők meg, például: „la”, „oszt”, „akko”, „amott la”. Az emberek előszeretettel használják az „é” betű helyett az „i” betűt.

## Híres emberek
Magyar Ilona tanító, Kossuth-díjas pedagógus. 1889. október 13-án született Csongor községben. 1920-ban indult el Kecskemétre, otthagyva szülőföldjét, családját. Kiemelkedő pedagógiai, elméleti munkásságáért 1952. március 15-én Kossuth-díjat kapott. Hosszú ideig a városi nőtanács elnöke volt. A Kecskeméten működő tanítókkal megalakította az első osztályban tanítók munkaközösségét. A Kisdobosok Kulturális Bizottságának is tagja volt. Így egyesítette a pedagógus és közéleti ember munkáját. 1960-ban nyugalomba vonult. 1968. július 11-én hunyt el Budapesten. Tiszteletére általános iskolát neveztek el róla Kecskeméten.